# Santa Margarida de Lousada
Santa Margarida de Lousada é uma localidade portuguesa do Município de Lousada que foi sede da extinta Freguesia de Santa Margarida de Lousada, freguesia que tinha 1,89 km² de área e 307 habitantes (2011), e, por isso, uma densidade populacional de 162,4 hab/km².
A Freguesia de Santa Margarida de Lousada foi extinta (agregada) pela reorganização administrativa de 2012/2013, sendo o seu território agregado ao das Freguesias de Cernadelo e São Miguel de Lousada para criar a nova União de Freguesias de Cernadelo e Lousada (São Miguel e Santa Margarida).

## História
A freguesia de Santa Margarida, comarca de Penafiel pelo Decreto nº 13.917, de 9 de Julho de 1927, era abadia da apresentação do Visconde de Vila Nova de Cerveira, segundo Carvalho da Costa que, neste ponto, está em desacordo com a "Estatística Parochial" de 1862 que diz ser da apresentação dos Marqueses de Abrantes. Em 1839 aparece na comarca de Penafiel e, em 1853, na de Lousada. Da diocese de Braga passou para a do Porto em 1882. Comarca eclesiástica de Amarante - 2º distrito (1916). Primeira vigararia de Lousada (1970).

## População
| População da freguesia de Lousada (Santa Margarida) | População da freguesia de Lousada (Santa Margarida) | População da freguesia de Lousada (Santa Margarida) | População da freguesia de Lousada (Santa Margarida) | População da freguesia de Lousada (Santa Margarida) | População da freguesia de Lousada (Santa Margarida) | População da freguesia de Lousada (Santa Margarida) | População da freguesia de Lousada (Santa Margarida) | População da freguesia de Lousada (Santa Margarida) | População da freguesia de Lousada (Santa Margarida) | População da freguesia de Lousada (Santa Margarida) | População da freguesia de Lousada (Santa Margarida) | População da freguesia de Lousada (Santa Margarida) | População da freguesia de Lousada (Santa Margarida) | População da freguesia de Lousada (Santa Margarida) |
| --------------------------------------------------- | --------------------------------------------------- | --------------------------------------------------- | --------------------------------------------------- | --------------------------------------------------- | --------------------------------------------------- | --------------------------------------------------- | --------------------------------------------------- | --------------------------------------------------- | --------------------------------------------------- | --------------------------------------------------- | --------------------------------------------------- | --------------------------------------------------- | --------------------------------------------------- | --------------------------------------------------- |
| 1864                                                | 1878                                                | 1890                                                | 1900                                                | 1911                                                | 1920                                                | 1930                                                | 1940                                                | 1950                                                | 1960                                                | 1970                                                | 1981                                                | 1991                                                | 2001                                                | 2011                                                |
| 264                                                 | 279                                                 | 300                                                 | 291                                                 | 306                                                 | 314                                                 | 336                                                 | 427                                                 | 407                                                 | 412                                                 | 417                                                 | 439                                                 | 469                                                 | 405                                                 | 307                                                 |

| Distribuição da População por Grupos Etários | Distribuição da População por Grupos Etários | Distribuição da População por Grupos Etários | Distribuição da População por Grupos Etários | Distribuição da População por Grupos Etários | Distribuição da População por Grupos Etários | Distribuição da População por Grupos Etários | Distribuição da População por Grupos Etários | Distribuição da População por Grupos Etários | Distribuição da População por Grupos Etários |
| -------------------------------------------- | -------------------------------------------- | -------------------------------------------- | -------------------------------------------- | -------------------------------------------- | -------------------------------------------- | -------------------------------------------- | -------------------------------------------- | -------------------------------------------- | -------------------------------------------- |
| Ano                                          | 0-14 Anos                                    | 15-24 Anos                                   | 25-64 Anos                                   | > 65 Anos                                    |                                              | 0-14 Anos                                    | 15-24 Anos                                   | 25-64 Anos                                   | > 65 Anos                                    |
| 2001                                         | 97                                           | 63                                           | 195                                          | 50                                           |                                              | 24,0%                                        | 15,6%                                        | 48,1%                                        | 12,3%                                        |
| 2011                                         | 45                                           | 46                                           | 170                                          | 46                                           |                                              | 14,7%                                        | 15,0%                                        | 55,4%                                        | 15,0%                                        |